# Cyrus Monk
Cyrus Monk (Warragul, 7 novembre 1996) è un ciclista su strada australiano, che corre per il team Fnix-Scom-Hengxiang.

## Palmarès

### Strada
- 2018 (Drapac EF p/b Cannondale Holistic Development Team, una vittoria)

Campionati australiani, Prova in linea Under-23
- 2022 (Meiyo CCN Pro Cycling, una vittoria)

1ª tappa Tour of Sharjah (Sharjah, cronometro)

## Piazzamenti

### Classiche monumento
- Giro delle Fiandre

2024: ritirato
- Parigi-Roubaix

2024: fuori tempo massimo

### Competizioni mondiali
- Campionati mondiali

Innsbruck 2018 - In linea Under-23: ritirato